# 安南龜
安南龜（學名：Mauremys annamensis）又稱安南葉龜、是地龜科石龜屬下的一種淡水龜。

## 特徵
安南龜的頭部呈深灰色至黑色，有三或四道黃間。胸甲呈黃色或橙色，每塊龜板上都有黑色斑點，背甲呈黑褐色，指間有蹼。適應溫度為18-32℃，安南龜為雜食性但野生個體偏向草食性。

## 分佈
安南龜是越南的特有種，分布在越南中部低於200米的低海拔湖泊、河流及林地。

## 保育
於1930年代，安南龜數量曾非常龐大，由於區域戰爭和隨後發生的政治孤立，自1941年後就未有再發現牠們。直到1966年美國海軍軍官在峴港附近收集到一隻個體以及當地人表示在1970至80年代安南龜是越南十分普遍的龜種，但自1980年代後期數量開始減少，
不過，曾有發現牠們被賣為食用龜隻，估計仍未從野外滅絕。
直到2006年，在廣南省近會安市的實地調查中發現了安南龜的野外群落，現時安南龜在野外似乎極為罕見，只有稀疏的群落。牠們雖然稀少，但在中國大陸及香港都有出售牠們，並且不法地入口美國。2010年至2011年起，一批商人開始炒賣安南龜，造成價格急升，更多安南龜在越南野外被非法捉走並銷售到中國。此外安南龜會用作寵物、醫藥用途及食用。雖然在海南島及越南北部的庫風國家公園現有飼養少量的安南龜，也有動物組織(Turtle Survival Alliance)飼養並復育，但是原生地非法捕獵仍然持續，棲息地的喪失以及環境污染，牠們已接近野外滅絕的邊緣。  
安南龜自2000年起被IUCN紅色名錄列為極危物種，安南龜為越南一級保護動物。2019年11月26日，瀕危野生動植物種國際貿易公約（CITES）正式將安南龜由附錄二提升至附錄一，禁止野生個體商業貿易。2019年越南政府通過將會在越南建立三個保護區及兩個瀕危物種烏龜救援中心，用來保護安南龜、斑鱉及亞洲箱龜。

## 混種
安南龜與其他地龜科有混種。飼養底下牠們與馬來閉殼龜混種。另外，新的缺頜花龜就是雄性花龜與雌性安南龜的混種。故此，飼養的安南龜盡可能都與其他相關物種保持距離。

## 外部連結
- Major infusion of new bloodlines forecast for the Vietnam Pond Turtle, Mauremys annamensis, TMG
- Mauremys Gallery（页面存档备份，存于）
- Mauremys annamensis  By Conservation Biology of Freshwater Turtles and Tortoises: A Compilation Project of the IUCN/SSC Tortoise and Freshwater Turtle Specialist Group